# Поволжский институт управления имени П. А. Столыпина
Пово́лжский институ́т управле́ния имени П. А. Столы́пина — филиал Российской академии народного хозяйства и государственной службы при Президенте Российской Федерации (ПИУ имени П. А. Столыпина РАНХиГС) — высшее учебное заведение Саратова. До 2010 года — Поволжская академия государственной службы имени П. А. Столыпина.

## История

### СССР
Создан 1 ноября 1922 года как Саратовский областной коммунистический университет, расположившийся вместе с губернской партийной школой в здании бывшей второй женской гимназии на Царицынской улице (ныне ул. Первомайская,75).
В 1928 году переименован в Нижне-Волжский (Саратовский) коммунистический университет имени В. И. Ленина.
В 1932 году коммунистический университет был преобразован в Нижневолжскую высшую коммунистическую сельскохозяйственную школу имени В. И. Ленина и в таком качестве просуществовал до марта 1939 года, став Саратовским колхозным сельскохозяйственным техникумом.
В 1938 году решением ЦК ВКП(б) Саратовский областной комитет ВКП (б) создал партийные курсы.
В 1946 году партийные курсы были преобразованы в Саратовскую областную партийную школу при Саратовском областном комитете ВКП(б).
В 1956 году Саратовская областная партийная школа была переименована в Саратовскую межобластную партийную школу и существовала до 1 сентября 1962 года.
В 1973 году Саратовская межобластная высшая партийная школа была возрождена.
В мае 1991 года переименована в Поволжский социально-политический институт.

### Россия
27 ноября 1991 года институт был преобразован в Поволжский кадровый центр при Департаменте государственной службы РСФСР.
В июле 1994 года Поволжский кадровый центр был переименован в Поволжскую академию государственной службы.
В феврале 2002 года академии присвоено имя известного государственного деятеля П. А. Столыпина.
20 сентября 2010 года Поволжская академия государственной службы имени П. А. Столыпина на правах филиала вошла в состав Российской академии народного хозяйства и государственной службы при Президенте Российской Федерации, получив название Поволжский институт управления имени П. А. Столыпина.
Сегодня Поволжский институт управления имени П.А. Столыпина Президентской академии ведущий ВУЗ в Поволжье, осуществляющий подготовку, переподготовку и повышение квалификации государственных и муниципальных служащих, менеджеров в сфере общественно-политического и социально-экономического управления. Институт играет важную роль в содействии повышению эффективности деятельности органов государственной власти и местного самоуправления, развитию гражданского общества, социальной ответственности и сотрудничеству власти, бизнеса и общественных институтов.
Известные выпускники: Арефьев Николай Васильевич, Баталина Ольга Юрьевна , Брызгалов Михаил Аркадьевич, Лобанов Иван Васильевич, Хайров Ринат Шамильевич.

## Структура
В состав института входят 6 факультетов и 23 кафедры:
- Факультет среднего профессионального образования
- Факультет государственного и муниципального управления
- Факультет политико-правового управления
- Факультет экономики и управления
- Факультет магистратуры и аспирантуры
- Факультет второго профессионального образования

- Кафедра социологии и социальной политики
- Кафедра государственного и муниципального управления
- Кафедра документационного обеспечения управления
- Кафедра экономической психологии и психологии государственной службы
- Кафедра прикладной информатики и информационных технологий в управлении
- Кафедра философии
- Кафедра экономики и таможенного дела
- Кафедра административного и уголовного права
- Кафедра прикладной лингвистики и межкультурной коммуникации
- Кафедра гражданского права и процесса
- Кафедра истории государства, права и международных отношений
- Кафедра конституционного и международного права
- Кафедра политических наук
- Кафедра социальных коммуникаций
- Кафедра служебного и трудового права
- Кафедра теории права
- Кафедра маркетинга, внешнеторговой деятельности и учёта на предприятиях
- Кафедра менеджмента организации
- Кафедра корпоративной экономики
- Кафедра математики и статистики
- Кафедра финансов кредита и налогообложения
- Кафедра физической культуры
- Кафедра управления персоналом

## Центр психолого-экономических исследований
Является научным подразделением, осуществляющим, инициирующим, поддерживающим и развивающим фундаментальные и прикладные междисциплинарные исследования в области поведенческой и экспериментальной экономики, экономической психологии. На базе ЦПЭИ работает открытый научный лекторий, популяризирующий междисциплинарные исследования в сфере поведенческой и экспериментальной экономики и экономической психологии.

## Вестник Поволжского института управления
С 2001 года в институте издаётся «Вестник Поволжского института управления» (до 2015 года — «Вестник Поволжской академии государственной службы»). Журнал входит в Перечень ВАК по политологии, социологическим и юридическим наукам.

## Столыпинская олимпиада Поволжского института управления имени П. А. Столыпина
Олимпиада организована к 160-летию со дня рождения Петра Аркадьевича Столыпина и посвящена памяти великого русского реформатора и государственного деятеля. Олимпиада относится к профилю "история" и проводится ежегодно. Согласно приказу Министерства просвещения Российской Федерации от 30 августа 2024 г. № 620 включена в перечень олимпиад и иных интеллектуальных и (или) творческих конкурсов, мероприятий, направленных на развитие интеллектуальных и творческих способностей.

## Руководители
- 1922—1924 — Р. И. Малецкий — ректор Саратовского коммунистического университета
- 1924—1926 — Ф. М. Морозов — ректор Саратовского коммунистического университета
- 1926—1927 — Л. С. Амирагов — ректор Саратовского коммунистического университета
- 1927—1930 — Г. И. Бройдо — ректор Саратовского коммунистического университета
- 1930—1933 — Я. И. Салат — ректор Нижне-Волжского (Саратовского) коммунистического университета имени В. И. Ленина
- апрель 1937 — 3 августа 1937 — М. С. Морген — директор Партийных курсов
- 1933—1937 — В. В. Толкунов — руководитель Нижне-Волжской высшей коммунистической сельскохозяйственной школы имени В. И. Ленина
- 1937—1938 — И. Я. Пономарёв — ректор Нижне-Волжской высшей коммунистической сельскохозяйственной школы имени В. И. Ленина
- 1938 — март 1939 — А. П. Егоршин — ректор Нижне-Волжской высшей коммунистической сельскохозяйственной школы имени В. И. Ленина
- март 1938 — август 1941 — В. В. Подсумков — директор Партийных курсов
- ноябрь 1942—1950 — Т. А. Князева — директор Партийных курсов, ректор Саратовской областной партийной школы при Саратовском обкоме ВКП(б)
- 1950—1953 — И. В. Окулов — директор Саратовской областной партийной школы при Саратовском обкоме ВКП(б)
- октябрь 1953 — февраль 1957 — Н. А. Ломакин — директор Саратовской областной партийной школы при Саратовском обкоме КПСС
- 1957—1962 — П. А. Зелепукин — директор Саратовской областной партийной школы при Саратовском обкоме КПСС
- 1972—1980 — И. П. Демидов — директор Саратовской межобластной высшей партийной школы
- 1980—1991 — В. А. Родионов — директор Саратовской межобластной высшей партийной школы, Саратовской высшей партийной школы и Поволжского социально-политического института
- 1991—2000 — В. Н. Южаков — директор Поволжского кадрового центра, ректор Поволжской академии государственной службы
- 2000—2011 — С. Ю. Наумов — ректор Поволжской академии государственной службы, директор Поволжского института управления имени П. А. Столыпина
- 2011—2014 — Д. Ф. Аяцков — директор Поволжского института управления имени П. А. Столыпина[1]
- С 2014 года — В. Л. Чепляев — директор Поволжского института управления имени П. А. Столыпина